# Cateria styx
Cateria styx is een soort in de taxonomische indeling van de stekelwormen.
De diersoort behoort tot het geslacht Cateria en behoort tot de familie Cateriidae. De wetenschappelijke naam van de soort werd voor het eerst geldig gepubliceerd in 1956 door Gerlach.